# 兵庫県道118号小野志方線
兵庫県道118号小野志方線（ひょうごけんどう118ごう おのしかたせん）は、兵庫県小野市から加古川市に至る一般県道である。

## 概要
小野市下来住町（しもきしちょう）から加古川市志方町志方町に至る。

### 路線データ
- 起点：小野市下来住町（兵庫県道81号小野香寺線交点）
- 終点：加古川市志方町志方町（兵庫県道515号小原宝殿停車場線交点）
- 総延長：9.692 km

## 路線状況

### 重複区間
- 兵庫県道43号高砂北条線（加古川市志方町細工所・細工所北交差点 - 加古川市志方町細工所・志方東小学校東交差点）

### 道路施設

#### 橋梁
- 谷川橋（前谷川、小野市）
- 細工所橋（西川、加古川市）
- 馬橋（法華山谷川、加古川市）

## 地理

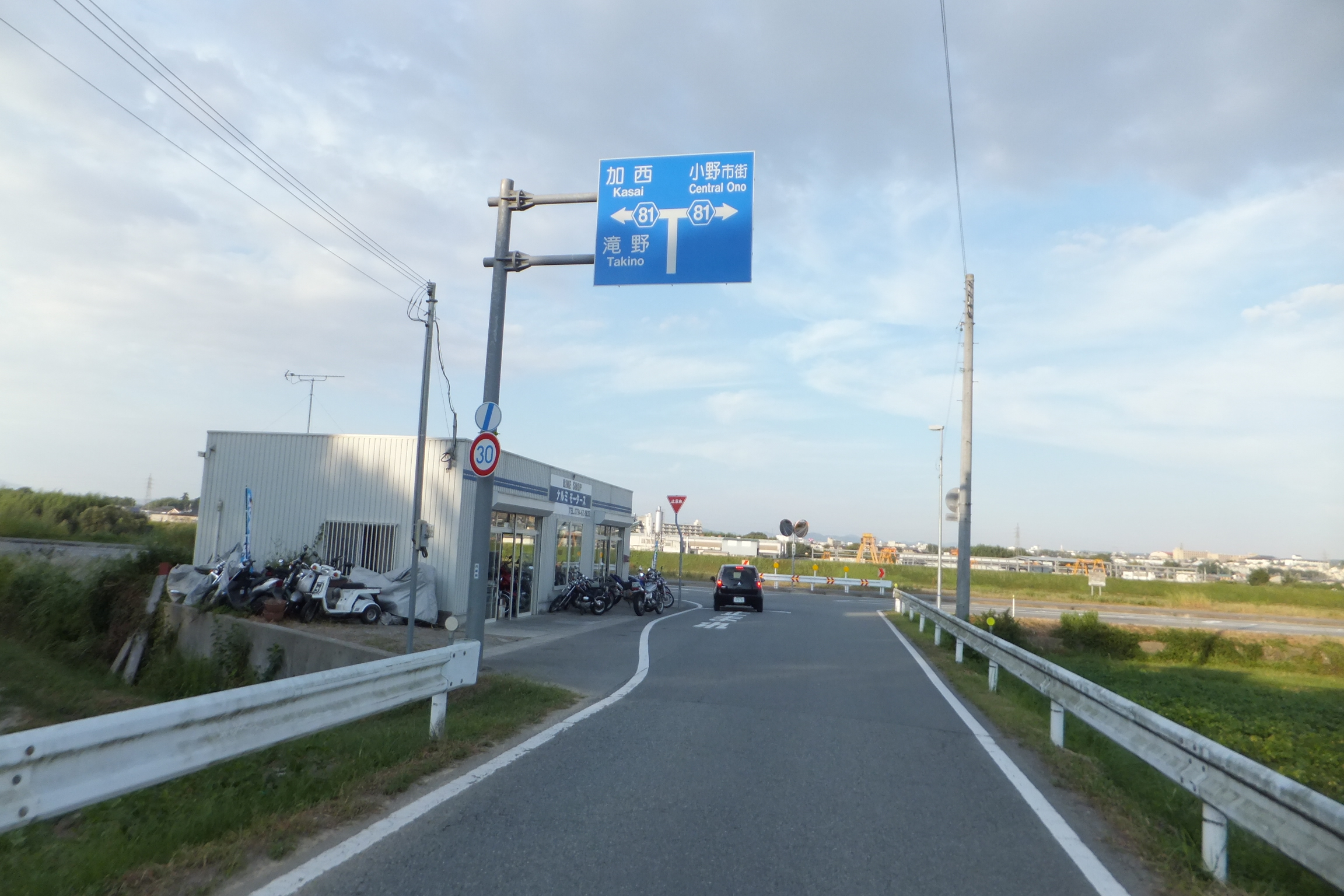
起点付近
小野市下来住町で撮影

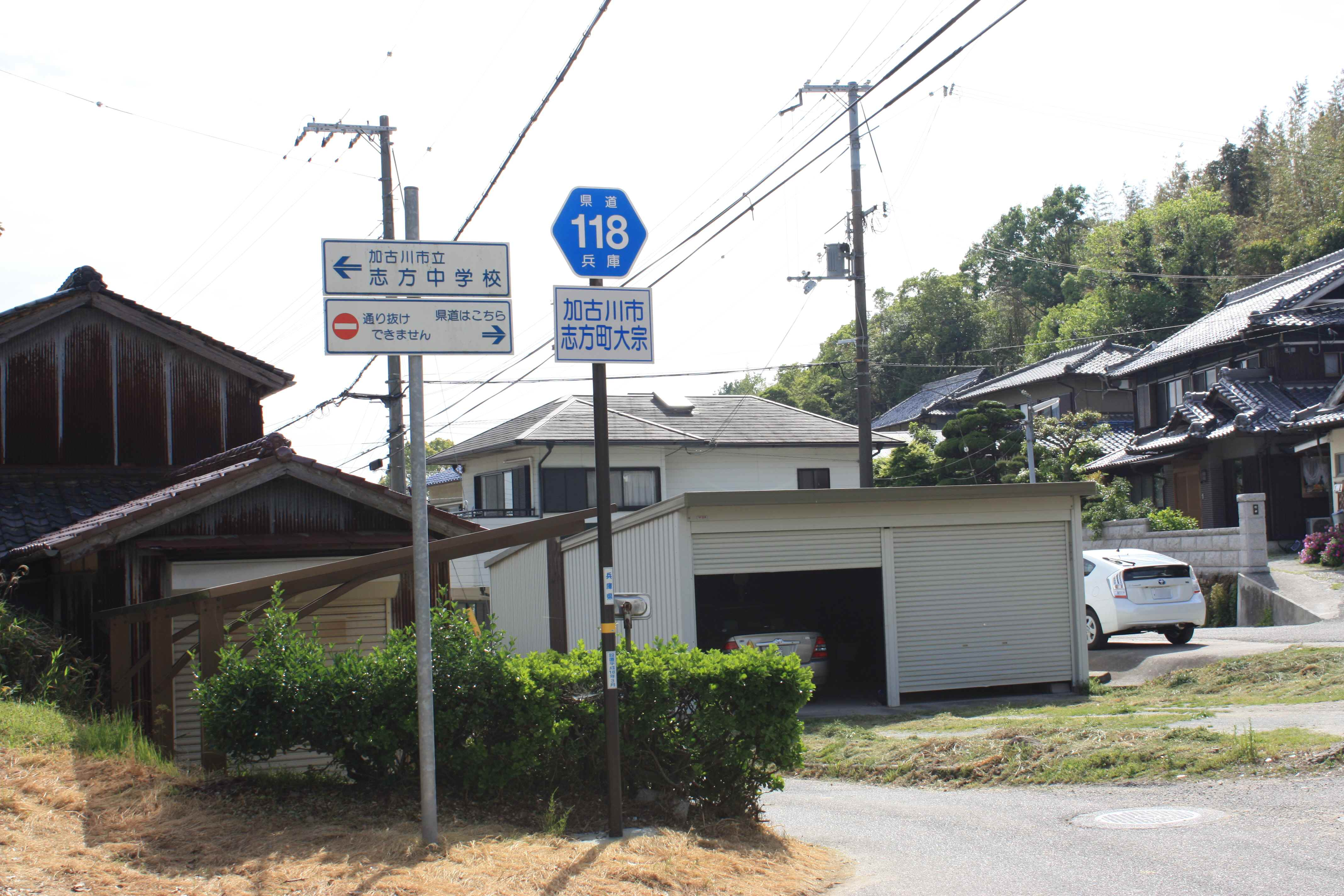
兵庫県道118号
加古川市志方町付近

### 通過する自治体
- 小野市
- 加古川市

### 交差する道路
| 交差する道路                                          | 市町村名 | 交差する場所               | 交差する場所         |
| ----------------------------------------------------- | -------- | -------------------------- | -------------------- |
| 兵庫県道81号小野香寺線 兵庫県道349号市場多井田線 重複 | 小野市   | 下来住町（しもきしちょう） | 起点                 |
| 兵庫県道374号下来住平荘線                             | 小野市   | 来住町                     |                      |
| 兵庫県道79号高砂加古川加西線                          | 加古川市 | 平荘町中山                 | 中山交差点           |
| 兵庫県道43号高砂北条線 重複区間起点                   | 加古川市 | 志方町細工所（さいくじょ） | 細工所北交差点       |
| 兵庫県道43号高砂北条線 重複区間終点                   | 加古川市 | 志方町細工所               | 志方東小学校東交差点 |
| 兵庫県道515号小原宝殿停車場線                         | 加古川市 | 志方町志方町               | 終点                 |

### 交差する鉄道
- 加古川線

### 沿線
- JR西日本加古川線 小野町駅（起点付近）
- 小野市立来住小学校
- E2 山陽自動車道 権現湖PA
- 志方東公園
- 加古川市立志方東小学校
- 加古川市立志方中学校
- 加古川市立志方小学校